# اللقيطة (مسلسل)
اللقيطة، مسلسل درامي اجتماعي خليجي من إنتاج تلفزيون دبي وعرض في (4 أكتوبر 2005-) وهو من بطولة الفنانين جاسم النبهان وغازي حسين وحسن البلام وطيف وهيفاء حسين وزهرة عرفات وباسم عبد الأمير وفاطمة الحوسني وأحلام حسن وليلى السلمان ووعبد الله بوشهري وحمد العماني وهند البلوشي وهاجر اليوسفي ونادية العاصي وومحمد الوادي وضيوف الشرف حبيب غلوم وأحمد الضرمان وفضيلة المبشر تأليف طالب الدوس وإخراج محمد دحام الشمري.

## قصة المسلسل
هبة التي تجسد شخصيتها الممثلة البحرينية هيفاء حسين وجدها رجل كان يهم بالخروج من المسجد ذات يوم فلفت انتباهه صراخ طفلة ألقتها والدتها المجهولة كي تخفي جريمتها هذا المشهد استفز مشاعر ذلك الرجل الذي قرر أن يتبناها بل ويمنحها اسمه حيث أن زوجته لا تنجب وبعد فترة من الزمن تتوفى زوجته فيضطر بعد أن قاده تفكيره بأن يذهب إلى زوجة شقيقه المتسلطة ليطلب منها أن تربيها مع أبنائها إلا أن شقيقه أعادها إليه خوفا عليها من معاملة زوجته لها وهنا يقرر أن يذهب إلى أحد أصدقائه الذي يعرف بقصتها حيث أنه كان برفقته حينما وجدها فاعتذر له بحجة أن لديه بنتا معاقة وبعد أن ضاقت به الأوضاع قرر الارتباط بشقيقة زوجة أخيه التي أنجبت له بنتا وولدا ومع مرور فترة من الزمن تعرض إلى ظروف صحية ألزمته فراش المرض وهنا يفشي سر هبة لشقيقه ويطلب منه أن يرعاها ثم يتوفى.
بعد وفاة والدها ضحت هبة بمستقبلها الدراسي واتجهت للعمل ممرضة في إحدى المستشفيات من اجل أن ترعى أشقاءها حتى يستطيعوا إنهاء دراستهم وهنا بدأت تلعب دورا مثاليا في العائلة حيث وقفت بجانب ابنة صديق والدها كي تتغلب على إعاقتها وإنهاء دراستها الجامعية وفي هذه الأثناء تقدم لها أحد أبناء عمها طالبا الارتباط بها إلا أن شقيقه الذي هو الآخر يعشقها تدخل لإيقاف ذلك الزواج وبدأت المشاكل بينهما فتدخل والدهما ليكشف سر هبة لهما وهنا تغيرت نظرة الجميع لها هذا هو جزء من ملخص قصة اللقيطة هبة.